# اشکفت گاوی
اشکفت گاوی مربوط به دوران پیش از تاریخ ایران باستان است و در شهرستان فیروزآباد، جاده فیروز آباد به شیراز، محوطه تنگاب واقع شده و این اثر در تاریخ ۱۲ بهمن ۱۳۸۱ با شمارهٔ ثبت ۷۱۹۲ به‌عنوان یکی از آثار ملی ایران به ثبت رسیده است.
این اثر برای اجرای پروژه معدن آهک طور کامل تخریب گردیده است.